# Saint-Rémi (Québec)
Saint-Rémi est une ville du Québec située dans la MRC des Jardins-de-Napierville dans la région administrative de la Montérégie. 

## Histoire
Au début du XIXe siècle, le seigneur Christophe Sanguinet connaît des démêlés judiciaires contre l'administration coloniale britannique et après deux procès en 1805 et 1807, le territoire de la seigneurie de La Salle est diminué de 20 % de sa superficie, les secteurs les plus développés en étant retirés. Lui et ses successeurs, son fils Ambroise Sanguinet et ses petits-fils Christophe-Ambroise et Charles-Amable Sanguinet tentent de récupérer cette partie de territoire tout en intercédant pour que les centaines de censitaires menacés ne soient pas expulsés de leurs terres. Christophe-Ambroise et Charles-Amable Sanguinet prennent cause pour la rébellion des Patriotes et sont pendus en 1839.
La municipalité a été appelée Saint-Rémi-de-LaSalle et Saint-Rémi-de-Napierville avant d'être appelée ville de Saint-Rémi. Saint-Rémi est située dans l'ancienne seigneurie de La Salle. L'origine de la dénomination Saint-Rémi provient de l'évêque Remi de Reims (saint Rémi) qui baptisa le roi des Francs saliens Clovis Ier en 496. C'est en 1815 qu'est arrivé le premier pionnier, Alexis Perras. Le 3 juin 1828, on procéda à l'érection canonique de la paroisse sous le nom de Saint-Rémi-de-LaSalle. En 1835 eut lieu l'érection civile de la paroisse de Saint-Rémi-de-LaSalle.
Le 23 octobre 1859, il y aura constitution de la municipalité du village de Saint-Rémi par détachement de celle de la paroisse du même nom, aussi appelé Saint-Rémi-de-Napierville, puisqu'elle est situé dans le comté de Napierville.
En 1975, les conseils municipaux du village de Saint-Rémi et de la paroisse de Saint-Rémi-de-LaSalle, comté de Napierville, adoptent un règlement autorisant d'octroyer des lettres patentes pour fusionner ces municipalités et créer de fait même une nouvelle municipalité sous le nom de « Ville de Saint-Rémi ».

## Géographie
Saint-Rémi est située au sud-ouest du Québec, à 32 kilomètres au sud de la ville de Montréal. La ville est aussi à proximité des États-Unis; soit à 44 kilomètres au nord de l'État de New York et à 54 kilomètres au nord-ouest de l'État du Vermont. Saint-Rémi se trouve à l'extrême nord-ouest de la MRC des Jardins-de-Napierville. La superficie totale de la municipalité est de 78,8 km2 dont 78,6 km2 terrestres et 0,2 km2 aquatiques. À partir de son crénon, dans le sud-ouest, la rivière de l'Esturgeon coule vers le nord-ouest. À partir de son crénon, dans le nord-est, la rivière Saint-Pierre coule vers le nord-est.

## Démographie
| 1991  | 1996  | 2001  | 2006  | 2011  | 2016  | 2021  |
| ----- | ----- | ----- | ----- | ----- | ----- | ----- |
| 5 768 | 5 707 | 5 736 | 6 136 | 7 265 | 8 061 | 8 957 |

## Climat
| Mois                                | jan.  | fév.  | mars | avril | mai  | juin | jui. | août  | sep.  | oct. | nov. | déc.  | année   |
| ----------------------------------- | ----- | ----- | ---- | ----- | ---- | ---- | ---- | ----- | ----- | ---- | ---- | ----- | ------- |
| Température minimale moyenne (°C)   | −14,8 | −13,1 | −7   | 0,7   | 7,3  | 12   | 15   | 13,7  | 8,8   | 2,8  | −2,5 | −10,8 | 1       |
| Température moyenne (°C)            | −10   | −8,5  | −2,5 | 5,7   | 12,9 | 17,6 | 20,7 | 19,3  | 14,2  | 7,7  | 1,4  | −6,4  | 6       |
| Température maximale moyenne (°C)   | −5,2  | −3,9  | 2    | 10,6  | 18,6 | 23,2 | 26,3 | 24,8  | 19,6  | 12,5 | 5,2  | −1,9  | 11      |
| Record de froid (°C)                | −36   | −35   | −28  | −12,8 | −7,2 | 0    | 5,6  | 2,8   | −4    | −7,8 | −18  | −32,2 | −36     |
| Record de chaleur (°C)              | 11,1  | 16    | 24   | 30    | 32,2 | 34,5 | 34,4 | 36,1  | 32,2  | 28   | 21,7 | 15    | 36,1    |
| Précipitations (mm)                 | 69,4  | 55,2  | 68,8 | 79,7  | 92,2 | 92,1 | 94,5 | 108,8 | 101,8 | 85,2 | 96,9 | 82,6  | 1 027,1 |
| dont pluie (mm)                     | 18,1  | 20,9  | 41   | 72,9  | 92,2 | 92,1 | 94,5 | 108,8 | 101,8 | 84,7 | 80,5 | 37    | 844,4   |
| dont neige (cm)                     | 51    | 34    | 28   | 7     | 0    | 0    | 0    | 0     | 0     | 1    | 16   | 46    | 183     |
| Nombre de jours avec précipitations | 3,5   | 3,4   | 8    | 12    | 14,7 | 13,2 | 12,8 | 12,7  | 13,2  | 13,5 | 11,9 | 5,8   | 124,4   |
| Nombre de jours avec neige          | 12,2  | 8,3   | 6,5  | 2     | 0,1  | 0    | 0    | 0     | 0     | 0,2  | 4,1  | 10,4  | 43,6    |

| Diagramme climatique                                  |               |         |             |             |            |            |               |              |             |             |               |
| J                                                     | F             | M       | A           | M           | J          | J          | A             | S            | O           | N           | D             |
| −5,2−14,869,4                                         | −3,9−13,155,2 | 2−768,8 | 10,60,779,7 | 18,67,392,2 | 23,21292,1 | 26,31594,5 | 24,813,7108,8 | 19,68,8101,8 | 12,52,885,2 | 5,2−2,596,9 | −1,9−10,882,6 |
| Moyennes : • Temp. maxi et mini °C • Précipitation mm |               |         |             |             |            |            |               |              |             |             |               |

## Administration
Le conseil municipal comprend le maire et six conseillers. Les élections municipales ont lieu tous les quatre ans en bloc et suivant une division territoriale en districts électoraux.
Les séances du conseil municipal se tiennent à tous les troisièmes lundis de chaque mois à 20:00.
La population locale est représentée à l'Assemblée nationale du Québec au sein de la circonscription québécoise de Sanguinet.
À la Chambre des communes du Canada, Saint-Rémi est rattachée à la circonscription fédérale de Châteauguay—Les Jardins-de-Napierville.
Les prochaines élections du conseil municipal auront lieu le 2 novembre 2025.

| Saint-Rémi Maires depuis 2005 |                      |               |          |
| Élection                      | Maire                | Qualité       | Résultat |
| 2005                          | Michel Lavoie        | Entrepreneur  | Voir     |
| 2009                          | Michel Lavoie        | Entrepreneur  | Voir     |
| 2013                          | Sylvie Gagnon-Breton | Fonctionnaire | Voir     |
| 2017                          | Sylvie Gagnon-Breton | Fonctionnaire | Voir     |
| 2021                          | Sylvie Gagnon-Breton | Fonctionnaire | Voir     |

## Société

### Vie religieuse

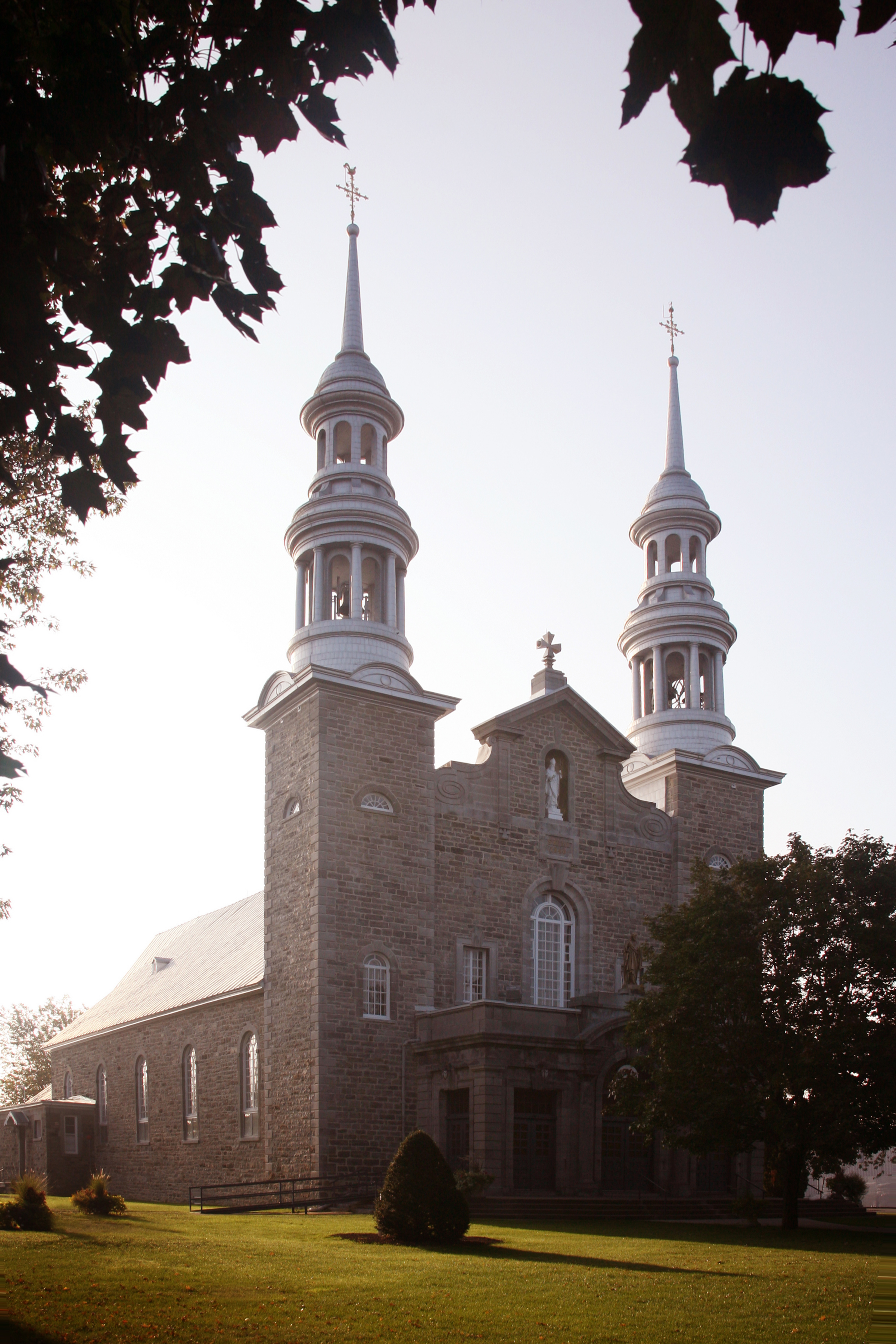
Église de Saint-Rémi

La paroisse catholique de Saint-Rémi fait partie du diocèse de Saint-Jean-Longueuil. 

### Institutions scolaires
La municipalité compte 4 écoles, toutes francophones et sous la direction du Centre de services scolaire des Grandes-Seigneuries.
- École Clotilde-Raymond (niveau primaire – 5e à 6e année)
- École Saint-Viateur (niveau primaire – maternelle à 4e année)
- École Pierre-Bédard (niveau secondaire - 1re à 5e année )
- Maison de l'éducation des adultes (niveau présecondaire et secondaire - 16 ans et plus)

### Parcs et jardins
- Parc Jean-Paul-Ferdais
- Parc Gérard-Régnier
- Parc Rosaire-Denault
- Parc Joly
- Parc du Citoyen
- Parc Dubois
- Parc des Jardins
- Parc aux Quatre-Vents
- Parc Ornemental de l'Église
- Centre d'interprétation de la nature

### Transports
Routes régionales
- Route 209 (Québec) - Rue Notre-Dame (au nord de la rue de l'Église)
- Route 221 (Québec) - Boulevard Saint-Rémi
- Rue de l'Église

Routes collectrices
- Route 209 (Québec) - Rue Notre-Dame (au sud de la rue de l'Église)

Artères d'importance
- Rue Saint-André
- Rue Lachapelle
- Rue Saint-Paul
- Rang Sainte-Thérèse

Transport en commun
- Aucun service n'est offert dans la municipalité, mais on retrouve une gare de trains de banlieue à Saint-Constant.

## Personnalités
Les personnes suivantes sont nées ou ont vécu à Saint-Rémi :
- Mallette, Carole (1981-), députée de Huntingdon, CAQ (2022-)
- Black, Christine (1981-), mairesse de Montréal-Nord (2016-)
- Boucher, Serge (1963-), dramaturge et professeur de français à l'école secondaire Pierre-Bédard de Saint-Rémi.
- Boulerice, Simon (1982-), comédien, metteur en scène, auteur de romans, pièces de théâtre et ouvrages de littérature d'enfance et de jeunesse.
- Dubois, Claude (1931-), maire de Saint-Rémi et homme politique au niveau provincial.
- Garand, John C., concepteur du M1 Garand, fusil semi-automatique le plus utilisé par les fantassins de l'US Army lors de la Seconde Guerre mondiale.
- Gendron, Stéphane (1967-), avocat, animateur de radio et de télévision, maire de Huntingdon et personnalité controversée du Québec.
- Lachapelle, Séverin (1850-1913), médecin, maire de Saint-Henri (Montréal) et homme politique fédéral du Québec, considéré comme l’un des pionniers de la pédiatrie chez les Canadiens français.
- Lanctôt, Hyppolite, patriote, condamné à mort et déporté en Australie en marge de la Rébellion du Bas-Canada.
- Lanctôt, Médéric (1838-1877), fils du précédent, avocat, journaliste et homme politique ; Nationaliste, républicain, socialiste proche des ouvriers considéré comme l’un des premiers indépendantistes québécois.
- Lefort, Agnès (1891-1973), peintre et galeriste.
- Monet, Amédée (1890-1946), juge et député québécois, père de Simonne Monet-Chartrand, syndicaliste et écrivaine féministe.
- Monet, Dominique (1865-1923), avocat et homme politique fédéral et provincial.
- Narbonne, Pierre-Rémi, patriote, exécuté par pendaison le 15 février 1839 à la prison du Pied-du-Courant en marge de la Rébellion du Bas-Canada.
- Paradis, François-Xavier (1844-1910), agriculteur, marchand et homme politique fédéral, provincial et municipal.
- Pinsonnault, Louis, patriote, condamné à mort et déporté en Australie en marge de la Rébellion du Bas-Canada.
- Raymond, Joseph-Léon (1901-1993), notaire et homme politique fédéral.
- Riendeau, Hercule (1899-1963), député de l'Union nationale dans Napierville-Laprairie de 1944 à 1962.
- Sainte-Marie, Louis (1835-1916), marchand et homme politique fédéral, provincial et municipal.
- Sanguinet, Charles-Amable, patriote, exécuté par pendaison le 18 janvier 1839 à la prison du Pied-du-Courant en marge de la Rébellion du Bas-Canada.
- Sanguinet, Christophe-Ambroise, patriote, exécuté par pendaison le 18 janvier 1839 à la prison du Pied-du-Courant en marge de la Rébellion du Bas-Canada.
- Soucy, Chantal (1974-), femme politique québécoise au niveau provincial, deuxième femme vice-présidente de l'Assemblée nationale.
- Trudeau, Pierre-Elliott (1919-2000), ancien premier ministre du Canada, est inhumé dans le caveau familial du cimetière paroissial.
- Laparé, Louise (1949-), comédienne.
- Lepage, Gaston (1949), comédien.